# Semana Santa en Bolivia
La Semana Santa es un evento religioso en Bolivia, heredado de las tradiciones católicas establecidas en el territorio altiplánico desde el siglo XVI.

## Características
Existen una serie de tradiciones que incluyen ayunos, peregrinaciones, procesiones y diferentes acciones que difieren de una región a otra.

### Tradiciones culinarias
En Bolivia existe una tradición relacionada con la preparación de doce platos, que representan a los doce apóstoles. Como en otros lugares donde se celebra la Cuaresma, la tradición más estricta señala que estos platos no deben incluir carne.
Los platos tradicionales consumidos en esta época son:
- Ají de achakana
- Queso humacha
- Plato paceño
- Ají de cochayuyo
- Ají de papalisa
- Pesq'e
- Ají de arvejas
- Chupín de camarones
- Carbonada de zapallo
- Sajta de papalisa
- Arroz con leche
- Papas a la huancaína
- Locro de zapallo